# فهرست آثار ابن سینا
این مقاله سیاهه‌ای است از نوشته‌های ابن سینا.
آثار فراوانی از ابن سینا به جا مانده یا به او نسبت داده شده که فهرست جامعی از آن‌ها در فهرست نسخه‌های مصنفات ابن سینا آورده شده‌است. این فهرست شامل ۱۳۱ نوشته اصیل از ابن سینا و ۱۱۱ اثر منسوب به او است.

## نوشته‌ها
از مصنفات اوست:
- کتاب المجموع در یک جلد
- کتاب الحاصل و المحصول در بیست جلد
- کتاب البرّ و الاثم در دو جلد
- کتاب شفا (کتاب الشفاء) در هجده جلد
- کتاب القانون فی الطب در هجده جلد
- کتاب الارصاد الکلیه در یک جلد
- کتاب الانصاف در بیست جلد
- کتاب النجاه در سه جلد
- کتاب الهدایه در یک جلد
- کتاب الاشارات در یک جلد
- کتاب المختصر الاوسط در یک جلد
- کتاب العلائی در یک جلد
- کتاب القولنج در یک جلد
- کتاب لسان العرب فی اللغه در ده جلد
- کتاب الادویة القلبیه در یک جلد
- کتاب الموجز در یک جلد
- کتاب بعض الحکمة المشرقیه در یک جلد
- کتاب بیان ذوات الجهه در یک جلد
- کتاب المعاد در یک جلد
- کتاب المبدأ و المعاد در یک جلد.
- الحکمة العرشیه[۲]
- عیون الحکمه و الانصاف و الانتصاف
- الاشارات و التنبیهات

از دیگر تألیفات وی می‌باشد.
و رساله‌های او عبارتند از:
- رسالة القضاء و القدر
- رسالة فی الآلة الرصدیه
- رسالة عرض قاطیغوریاس
- رسالة المنطق بالشعر
- قصائد فی العظة و الحکمه
- رسالة فی نعوت المواضع الجدلیه
- رسالة فی اختصار اقلیدس
- رسالة فی مختصر النبض به زبان فارسی
- رسالة فی الحدود
- رسالة فی الاجرام السماویة
- کتاب الاشاره فی علم المنطق
- کتاب اقسام الحکمه
- کتاب النهایه
- کتاب عهد کتبه لنفسه
- کتاب حیّ بن یقطان
- کتاب فی انّ ابعاد الجسم ذاتیة له
- کتاب خطب
- کتاب عیون الحکمه
- کتاب فی انّه لا یجوز ان یکون شیء واحد جوهریا و عرضیا
- کتاب انّ علم زید غیر علم عمرو
- رسائل اخوانیه و سلطانیه و مسائل جرت بینه و بین بعض العلماء.

### فلسفه
- کتاب شفا
- نجات
- الاشارات و التنبیهات

### ریاضیات
- زاویه
- اقلیدس
- الارتماطیقی
- علم هیئت
- المجسطی
- جامع البدایع

### طبیعی
- ابطال احکام النجوم
- الاجرام العلویة واسباب البرق والرعد
- فضا(1)
- النبات والحیوان

### پزشکی
- قانون
- الادویة القلبیه

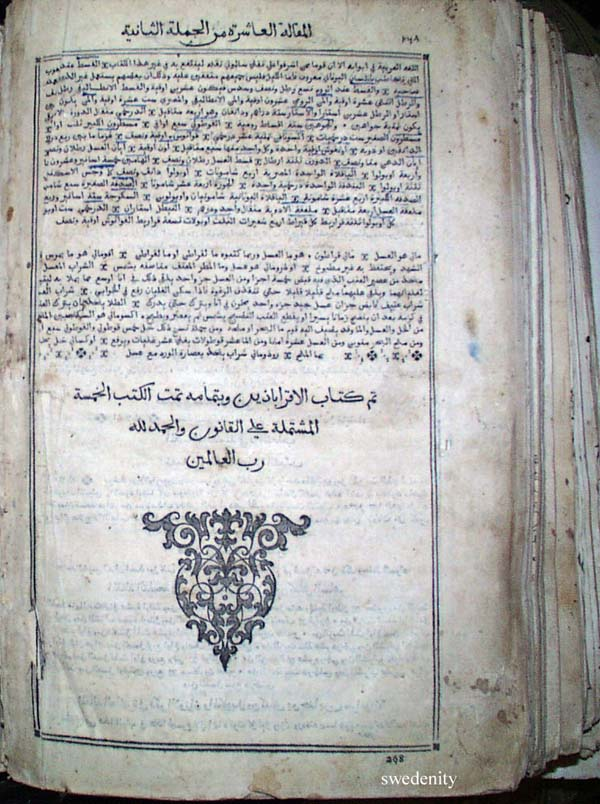
کتاب قانون ابن سینا در سال ۱۵۹۳

- دفع المضار الکلیه عن الابدان الانسانیه
- قولنج
- سیاسة البدن وفضائل الشراب
- تشریح الاعضا
- الفصد
- الاغذیه والادویه

قانون یک دائرةالمعارف پزشکی است که در آن تمام مبانیِّ طب سنتی مانند: کالبد شناسی، نشانه‌شناسی، داروشناسی، داروسازی، نسخه‌نویسی مورد بحث قرار گرفته‌است. کتاب قانون در ۱۳۶۰ توسط عبدالرحمان شرفکندی از زبان عربی به زبان فارسی امروزی ترجمه شد و توسط انتشارات سروش منتشر گردید و تا کنون چندین بار تجدید چاپ شده‌است. این کتاب در دانشگاه‌های اروپایی و آمریکایی تا دو سده پیش مورد استفاده پزشکان بوده و به بیشتر زبانهای دنیا ترجمه شده‌است، قانون بعد از انجیل بیشترین چاپ را داشته‌است. افلاطون مغز و دل و کبد را اندام‌های زیستی یا اعضای رئیسه یا اندام‌های اصلی بدن انسان می‌دانست و به همین دلیل این اعضا را مثلث افلاطون یا تریگونوم پلاطو، به یونانی trigonome plato یا Plato's tripod و به انگلیسی plato' triangle می‌نامیدند. ابن سینا اعلام نمود که بقای نسل انسان وابسته به دستگاه تولید مثل است و بنابراین جمع چهار اندام نام برده را مربع ابن سینا، به زبان یونانی کوادرانگولا اویسینا quadrangula Avicenn و به انگلیسی Avecena's quadrangle نامیدند. وی همچنین علاقه‌مند به تأثیرات اندیشه بر جسم بود و آثاری نیز در باب روانشناسی دارد.

### علوم غریبه
ابن سینا از جمله فلاسفه‌ای ست که به علوم غریبه پرداخته‌اند. او رساله‌ای دربارهٔ حروف مقطعه در قرآن دارد و برای هر یک از حروف معنایی قابل است.
همچنین او رساله‌ای به فارسی به نام کنوزالمعزمین نگاشته‌است که شامل شرح نیرنجات، طلسمات، رُقیه و تسخیر کواکب می‌باشد.

### موسیقی
ابن سینا نظریه‌پردازی دارای دیدگاه‌های موسیقایی است. او مردِ دانش و نه کنش در موسیقی بود؛ ولی آنچنان از همین دانش نظری سخن می‌راند که گویی در کنش نیز چیره‌دست است. گمان می‌شود ابن سینا و فارابی از بنیادگذارانِ نخستین پایه‌های هارمونی در موسیقی بوده‌اند. آثار موسیقاییِ ابن سینا روی هم رفته پنج اثر مهم اوست که در بخش‌هایی از آنها به موسیقی پرداخته شده:
- شفا که نام بخش موسیقی آن " جوامع علم الموسیقي " می‌باشد
- المدخل الی صناعة الموسیقي*[۸] (در دسترس نیست)
- لواحق (در دسترس نیست)
- دانشنامه علایی
- نجات
- اقسام العلوم

### اشعار
ابن سینا در شعر نیز دستی داشته و اشعار زیادی به زبان عربی سروده‌است و حتی منظومه‌هایی مثل قصیده ارجوزه در مسایل علمی ساخته‌است. اشعاری نیز به زبان فارسی از او روایت کرده‌اند که برخی از آن‌ها به نام دیگران نیز آمده‌است و با توجه به اسلوب و معانی آن‌ها باید در انتساب این اشعار به ابن سینا تردید روا داشت.
از شیوه نگارش کتاب‌های علمی و فلسفی ابن سینا و اشعار عربی او که مشهورترین آن‌ها قصیدهٔ ''عینیه روحیه'' است به خوبی می‌توان توانایی و چیرگی او در شاعری و سخنوری در ادبیات عرب را دریافت. اشعار فارسی‌ای که به ابن سینا نسبت داده‌اند، روی هم رفته ۲۲ قطعه و رباعی در ۶۵ بیت می‌شود، ولی در درستی انتساب آن‌ها به وی تردید کرده‌اند.

## تألیفات ابن سینا
کتاب‌ها و رساله‌های فراوانی را به ابن سینا نسبت داده‌اند. یحیی مهدوی همهٔ آثار منسوب به شیخ‌الرئیس را با تفکیک آثار اصیل از آثار مشکوک برشمرده‌است. در اینجا مهم‌ترین آثار ابن سینا معرفی می‌شود:
1. الشفاء: این کتاب مفصل‌ترین اثر فلسفی ابن سیناست که اکنون در اختیار داریم. الشفاء دائرة المعارفی است در چهار قسم: منطق، ریاضی، طبیعی و الهی. سه قسم نخست، هریک مشتمل بر بخش‌های دیگری است. بنابر گزارش جوزجانی، شیخ در همدان،[۱۰] فهرست عناوین اصلی مطالب شفا را در دو روز و بدون مراجعه به هیچ کتابی تهیه کرد و سپس به کار نگارش آن همت گماشت، تا اینکه جمیع طبیعیات و الهیات (جز کتاب حیوان و نبات) و بخشی از منطق را بنگاشت؛ و سپس به همراه تنی چند از جمله شاگردش جوزجانی از همدان به اصفهان رفت و سپس به تکمیل کتاب شفا همت گماشت و منطق و ریاضیات را نوشت؛ و سپس در مسیر سابون باقی‌مانده شفا یعنی کتاب نبات و حیوان و نیز نجات را تصنیف کرد.[۱۱]
2. النجاة: این کتاب تلخیصی است از الشفاء که بنا بر سنت متداول تلخیص‌نویسی در آن دوران، نوشته شده‌است. این کتاب نیز مشتمل بر چهار قسم منطق، ریاضی، طبیعی و الهی است.[۹]
3. الاشارت و التنبیهات: این کتاب که در پایان حیات ابن سینا نگاشته شده، پخته‌ترین و پربارترین کتاب او در زمینه فلسفه است و آخرین دیدگاه‌های وی را در بر می‌گیرد. این کتاب نیز چهار بخش دارد: منطق، طبیعیات، الهیات و عرفان، که به جای ریاضیات قرار گرفته‌است.[۹]
4. المبدأ و المعاد: ابن سینا در این کتاب در سه مقاله دربارهٔ واجب الوجود و صفات او، ترتیب و چگونگی فیض وجود از موجود نخستین تا آخرین (و پایین‌ترین) موجود و سرانجام خلود نفس، سعادت و شقاوت اخروی آن سخن می‌گوید و مباحث آن را ثمره دو علم مابعد الطبیعه و طبیعیات می‌داند.[۹]
5. التعلیقات این کتاب همان گونه که از نام آن پیداست، مشتمل بر تعلیقه‌های ابن سینا بر آثار فلسفی اسلاف[۱۲] یا آثار خود اوست و گاه پاسخ‌هایی است به پرسش‌هایی که از او پرسیده‌اند. در این کتاب دربارهٔ موضوعات منطقی، طبیعی، الهی(= مابعدالطبیعی) و احیاناً ریاضی سخن گفته شده‌است و مباحث متفرقه دیگری نیز در آن یافت می‌شود.[۹]
6. المباحثات: این کتاب نیز حاصل گفت و گوهایی است مکتوب بین ابن سینا و برخی شاگردانش (به ویژه بهمنیار و ابو منصور بن زیله) که مانند التعلیقات، موضوعات متنوعی را دربر می‌گیرد.[۹]
7. عیون الحکمة: این کتاب به‌طور فشرده و مختصر مباحث اصلی منطق، طبیعیات و الهیات را پیش می‌کشد.[۹] مولف در این کتاب سعی در بیان مطالب متنوع به طور موجز کرده است که این موجب نگارش تعلیقات فراوان توسط دیگر نویسندگان برای رفع ابهامات موجود در عیون الحکمه شد. برای مثال مراجعه شود به کتاب شرح عیون الحکمه فخر رازی.
8. دانش نامه علایی: ابن سینا دانش نامه را به درخواست و برای علاء الدوله کاکویه نوشته‌است. این کتاب ظاهراً نخستین کتاب فلسفی است که پس از تأسیس فلسفه اسلامی به زبان فارسی نوشته شده‌است. دانشنامه چهار بخش منطق، طبیعیات، ریاضیات و الهیات را دربردارد.[۹]
9. الانصاف: کتابی است که به گفته ابن سینا نزدیک به ۲۸هزار مسئله را در بر می‌گرفته‌است. دست نوشته آن در حمله مسعود غزنوی به اصفهان به تاراج رفت. ابن سینا می‌خواست آن را دوباره بنویسد، اما ظاهراً در این کار توفیقی نیافت. پاره‌هایی از این کتاب را عبدالرحمن بدوی یافته و در کتاب ارسطو عندالعرب گنجانیده‌است.[۹]
10. القانون فی الطب: قانون، کتاب مشهور ابن سینا در زمینه پزشکی، مشتمل بر پنج بخش است. این کتاب بارها به لاتینی ترجمه شده و تا ظهور پزشکی نوین (در قرن هفدهم میلادی) مهم‌ترین منبع پزشکی در جهان بوده‌است.[۹]
11. رسالة فی اقسام العلوم العقلیة: ابن سینا در این رساله فلسفه را به نظری و عملی، و هریک از آن دو را به اقسامی تقسیم و به‌طور فشرده آن‌ها را تعریف و به موضوعات، مسائل و فروع آن‌ها اشاره می‌کند.[۹]
12. الرسالة الاضحویة فی امر المعاد: بوعلی این رساله را برای شخصی به نام ابوبکر بن محمد ملقب به الشیخ الامین نوشته‌است و در آن دربارهٔ حقیقت معاد، آراء گوناگون دربارهٔ آن، ابطال آراء باطل، حقیقت انسان (یعنی نفس) و بقای آن و ضرورت معاد و آخرت سخن گفته‌است. ابن سینا در این رساله معاد جسمانی را نا ممکن دانسته‌است و ظاهر آیات قرآن را که بر معاد جسمانی دلالت دارند، تأویل کرده‌است.[۹]
13. رسالة الحدود: در این رساله تعریف مفاهیم و اصطلاحات فلسفی را پیش کشیده‌است.[۹]
14. رسالة حی بن یقظان: این اثر، رساله ای است عرفانی از ابن سینا، و ترجمه و شرحی فارسی بر آن یافت شده که به شاگردش جوزجانی نسبتش داده‌اند.[۹]
15. منطق المشرقیین: این کتاب بخش منطق از کتابی است که ابن سینا در مقدمهٔ آن می‌گوید آرزو داشته امهات علم راستین را که فقط کسانی می‌توانند آن را دریابند که بسیار اهل فکر و نظرند و از حدس صائب بهره مندند، در آن بگنجاند. ابن سینا می‌گوید این کتاب را فقط برای کسانی که مانند خود او هستند، نوشته‌است و برای عموم اهل فلسفه، کتاب الشفاء را کافی، و بلکه فراتر از نیازشان شمرده‌است. بدین ترتیب معلوم می‌شود ابن سینا در این کتاب می‌خواسته مسلک و مکتب ویژه ای را عرضه کند غیر از آنچه در شفا عرضه کرده بود؛ اما متأسفانه جز بخش منطق، چیزی از آن به دست ما نرسیده‌است و همین مقدار نیز با منطق شفا تفاوت چندانی ندارد.[۹]

## مشکوک
- ظفرنامه